# Handley Page Jetstream
Handley Page HP.137 Jetstream je majhno 16-sedežno turbopropelersko potniško letalo s presurizirano kabino. British Aerospace je kasneje izboljšan dizajn v 19-sedežnega Jetstream 31 in večjega 30-sedežnega Jetstream 41. 

## Specifikacije(Series 200)
Podatki iz Jane's All The World's Aircraft 1976–77, Taylor 1976, pp. 193–194.
Splošne značilnosti
- Posadka: 2
- Število sedežev: 16 potnikov
- Dolžina: 47 ft 2 in (14,37 m)
- Razpon kril: 52 ft 0 in (15,85 m)
- Višina: 17 ft 5 in (5,32 m)
- Površina kril: 270,0 sq ft (25,08 m2)
- Teža praznega letala: 7.683 lb (3.485 kg)
- Maks. vzletna teža: 12.566 lb (5.700 kg)
- Kapaciteta goriva: 1745 litrov
- Pogon letala: 2 × Turbomeca Astazou XVI C2 turboprop

Zmogljivost
- Maks. hitrost: 282 mph (454 km/h; 245 kn)
- Potovalna hitrost: 269 mph (234 kn; 433 km/h) (ekonomična potovalna hitrost)
- Hitrost pri porušitvi vzgona: 88 mph (76 kn; 142 km/h) (s spuščenimi zakrilci)
- Neprekoračljiva hitrost: 345 mph (300 kn; 555 km/h)
- Doseg: 1.380 mi (1.199 nmi; 2.221 km)
- Višina leta (servisna): 25.000 ft (7.620 m)
- Hitrost vzpenjanja: 2.500 ft/min (13 m/s)